# Petroússa
Petroússa är en ort i Grekland.   Den ligger i prefekturen Nomós Drámas och regionen Östra Makedonien och Thrakien, i den nordöstra delen av landet, 400 km norr om huvudstaden Aten. Petroússa ligger 262 meter över havet och antalet invånare är 1 985.
Terrängen runt Petroússa är varierad, och sluttar söderut. Runt Petroússa är det ganska tätbefolkat, med 80 invånare per kvadratkilometer. Närmaste större samhälle är Dráma, 11,8 km öster om Petroússa. Trakten runt Petroússa består till största delen av jordbruksmark.